# Vladavina prava
Vladavina prava je osnovna pretpostavka Ustava i počiva na neotuđivim ljudskim pravima. Vladavina prava se ostvaruje slobodnim i neposrednim izborima, ustavnim jemstvima ljudskih i manjinskih prava, podelom vlasti, nezavisnom sudskom vlašću i povinovanjem vlasti Ustavu i zakonu. Vladavina prava je definisana u Enciklopediji Britanika kao „mehanizam, proces, institucija, praksa ili norma koja podržava jednakost svih građana pred zakonom, obezbeđuje nearbitraran oblik vladavine i uopšteno sprečava arbitrarnu upotrebu moći.“ Termin vladavina prava je usko povezan sa konstitucionalizmom, kao i Rechtsstaat i odnosi se na političku situaciju, a ne na neko specifično pravno pravilo.

## Definicije
Vladavina prava je “metapravna ideja o valjanom pravnom poretku koji podrobnim i postojanim pravnim ograničenjima državne vlasti, odgovarajućim svojstvima zakona i pouzdanim institucionalnim jemstvima najvećma obezbeđuje ljudsku sigurnost i slobodu.” (K. Čavoški)
Konstanta ideje vladavine prava, koja u sebi sublimira i njen višestoletni razvitak ali i njeno savremeno značenje, svodi se na zahtev za prâvom ograničenom i odgovornom političkom vlašću čije delovanje za svrhu i cilj ima ostvarivanje i zaštitu najšireg korpusa ljudskih prava i sloboda. Nakon konačne teorijske simbioze klasičnog liberalizma i teorije predstavničke demokratije u XIX veku, koja je zamenila napetost između dvaju doktrina (Liberalizam je doktrina o tome šta treba da bude zakon, demokratija, pak, doktrina o načinu na koji se određuje šta će biti zakon), savremeni pojam vladavine prava se može izjednačiti sa konstitucionalnom demokratijom, shvaćenom “kao načelo i teorija vladavine prava (koja) predstavlja ograničeno (predstavničkim sistemom uspostavljeno) odgovorno i podeljeno vršenje političke vlasti od strane (ravnotežom) uzajamno kontrolisanih ustavnih nosilaca vlasti.” (Lidija Basta-Flajner)

## Elementi vladavine prava
- materijalna (supstancijalna) ograničenja vlasti – u današnjem svetu se to čini ustavom, kao najvišim pravnim aktom (u Engleskoj ustavnim konvencijama), ali i međunarodnopravnim instrumentima ;
- odgovarajuća svojstva zakona, kao najvažnijih akata vlasti – opštost, određenost, jasnost, postojanost, unutrašnja moralna vrednost (pravednost);
- institucionalna i procesna jemstva slobode:

1. nezavisnost sudstva (dve dimenzije: institucionalna i personalna - Nezavisnost suda kao institucije se ogleda u njegovoj samostalnosti prema organima zakonodavne i izvršne vlasti, kao i prema pojedincima, političkim partijama, drugim organizacijama i različitim interesnim grupama u društvu. Nezavisnost sudija kao ličnosti ogleda se u njihovoj slobodi da donose nepristrasne odluke na osnovu sopstvene ocene činjenica i sopstvenog shvatanja zakona, bez ograničenja, uticaja, podsticaja, pritisaka, posrednih ili neposrednih intervencija, ma od koga ili iz bilo kojih razloga. Stoga je neophodna nepokretnost i stalnost sudijskog poziva);
2. zabrana donošenja retroaktivnih zakona (ex post facto);
3. habeas corpus jemstva, kojima se štiti lična sloboda i sprečava samovoljno hapšenje i zatvaranje;
4. odgovarajući pravni postupak (due process of law), podrazumeva postojanje pravila o nepristrasnom i pravičnom postupku koji omogućava rešenje nastalog spora, uz istovremena pouzdana jemstva pravne sigurnosti i individualne slobode;
5. podela vlasti na zakonodavnu, izvršnu i sudsku i sistem “teža i protivteža” (checks and ballances), kojim se one međusobno ograničavaju.

## Istorija
Koncepcije o pravnoj državi i vladavini prava počivaju na ideji da je osnovna funkcija države upravljanje javnim poslovima. Početkom 20. veka dolazi do uobličavanja ove ideje i država predstavlja organizaciju koja ima tzv. socijalnu funkciju i njen osnovni zadatak se ogleda u pružanju javnih usluga građanima.
Ideja o vladavini prava u engleskoj konstitucionalističkoj tradiciji javila se sa Miltonom. Počevši od njega, pa na dalje, imamo veliki broj autora koji u vladavini prava (Rule of low) vide "pouzdano jemstvo slobode". Ova ideja se postepeno razvila, a i danas polazne pretpostavke su joj ostale iste; eventualne razlike javljaju se kod određenja ideje u materijalnom smislu, imajući u vidu sve širi spektar državnih funkcija.
Vladavina prava je tema iz oblasti filozofije, politike i prava. Sadržina ovog pojma najčešće se izražava pojmom "ustavnost" koji podrazumeva podložnost države, tj. državnih organa objektivnom pravu, isto kao i pojedinca. Kako organizaciju i rad državnih organa u odnosu na ljudske i građanske slobode utvrđuje ustav, to se ograničavanje države i državne vlasti sa pravom određuje izrazom ustavnost.
Vladavina prava podrazumeva ustavnost, ali i više od toga. Ona pretpostavlja određena svojstva pravnog poretka i odgovarajuće atribute važećih zakona. Ovako određena vladavina prava je tekovina modernog doba i krajnji ishod dugog istorijskog razvitka. Ta ideja je jako stara, javlja se još u antičkom dobu, a kasnije se samo upotpunjavala.Još je Platon govorio da niko ne sme da bude iznad zakona, već da svaka, pa i najviša vlast mora biti podređena zakonu koji je istinski gospodar i upravljač u državi. Rimski pravnici su u pravu nalazili vezu koja političko društvo, tj. državu drži na okupu.
Pored brojnih različitosti u shvatanju i tumačenju vladavine prava, sva shvatanja i razmišljanja imaju nešto zajedničko. To je ideja da je vladavina prava kamen temeljac moderne države. Ona obezbeđuje prava i slobode pojedincu, ali isto tako obezbeđuje efikasna sredstva sankcionisanja u slučaju njihove povrede.

### Drevna istorija (6.000. p. n. e. – 650)
Na Zapadu, stari Grci su u početku smatrali da je najbolji oblik vladavine vladavina najboljih ljudi. Platon se zalagao za dobronamernu monarhiju kojom je vladao idealizovani kralj filozof, koji je bio iznad zakona. Platon se ipak nadao da će najbolji ljudi biti dobri u poštovanju utvrđenih zakona, objašnjavajući da „Tamo gde je zakon podređen nekom drugom autoritetu i nema svoga, kolaps države, po mom mišljenju, nije daleko; ali ako je zakon gospodar vlasti, a vlada njen rob, onda je situacija puna obećanja i ljudi uživaju sve blagoslove kojima bogovi obasipaju državu." Više nego što je Platon pokušao da učini, Aristotel se odlučno protivio da je najvišim zvaničnicima dopušteno da raspolažu moći izvan čuvanja i služenja zakonima.
Rimski državnik Ciceron je često citiran kako je otprilike rekao: „Svi smo sluge zakona da bismo bili slobodni.“ Tokom Rimske republike, kontroverzni magistrati su mogli biti izvedeni na suđenje kada im je istekao mandat. Pod Rimskim carstvom, suveren je bio lično imun (legibus solutus), ali oni sa pritužbama mogli su da tuže trezor.
U Kini, članovi škole legalizma tokom 3. veka pre nove ere zalagali su se za korišćenje zakona kao oruđa upravljanja, ali su promovisali „vladavinu zakonom“ za razliku od „vladavine zakona“, što znači da su aristokrate i cara postavili iznad zakona. Nasuprot tome, Huang-Lao škola daoizma je odbacila pravni pozitivizam u korist prirodnog zakona kojem bi čak i vladar bio podložan.

## Pravci vladavine prava
Pisci novijeg doba pod vladavinom prava podrazumevaju pitanje valjanosti, tj. pravnosti prava. Koje je pravo vladajuće, tj. koje je pravo merilo pravnosti prava, su samo neka od pitanja kojima se teoretičari bave i na osnovu od odgovora na ova fundamentalna pitanja možemo ih grupisati u tri pravca.
1. Prema liberalno-demokratskom shvatanju, pojam vladavine prava nije prostorno i vremenski ograničen, već je nešto što je dato po sebi, i njegov sadržaj se nikada ne dovodi u pitanje. To je večan i univerzalan pojam. Prema ovim piscima pravo je skup metapravnih načela koja postoje pre ustava i obavezuju i samog ustavotvorca.
2. Prema formalno-legalističkom shvatanju vladavina prava nije vladavina konkretnih zakona, već onoga što zakoni treba da budu. Treba da očuva i osigura slobodu. Svodi se na puko načelo legaliteta- usaglašenosti akata niže sa aktima više pravne snage. Po ovom shvatanju vladavina prava suprotstavlja se policijskoj državi koju karakteriše slepa pokornost zakonima, u kojoj pojedinac ima status podanika bez ikakvih subjektivnih prava,
3. Prema trećem shvatanju, vladavina prava nije vladavina poretka kao takvog, već vladavina pravnog poretka određenih svojstava. Ona znači ograničenu vlast, ali tako da u ustavu i zakonima postoje pravila koja apsolutno isključuju koncentraciju vlasti na jednom mjestu, samovolju i zloupotrebe u oblasti ljudskih prava i sloboda. Ta pravila moraju biti formulisana u pozitivnom pravu, i to je upravo nit koja ovakvom načinu razmišljanja daje kompromisni karakter u odnosu na nepomirljiva prethodna dva.

Danas, svaka savremena pravna država je nezamisliva bez postojanja principa vladavine prava. Ostvarivanje pravne države ne može predstavljati cilj, već samo nužnu pretpostavku za vladavinu prava, ostvarivanje ustavnosti I zakonitosti, pravde I pravičnosti.

## Literatura
- Politics under law, 1984, Lidija Basta-Flajner, Jugoslavija
- Uvod u pravo I. Osnovni pojmovi i državni oblici, Kosta Čavoški, 1994, Beograd
- Bingham, Thomas (2010). The rule of law. London New York: Allen Lane. ISBN 978-1-84614-090-7. OCLC 458734142.
- Oakeshott, Michael (2006). „Chapters 31 and 32”.  Ур.: Terry Nardin and Luke O'Sullivan. Lectures in the History of Political Thought. Exeter, UK: Imprint Academic. стр. 515. ISBN 978-1-84540-093-4. OCLC 63185299.
- Shlaes, Amity, The Forgotten Man: A New History of the Great Depression, "The Rules of the Game and Economic Recovery".
- Torre, Alessandro, (2005). United Kingdom., Il Mulino, Bologna,
- Barry, Norman (2008). „Rule of Law”.  Ур.: Hamowy, Ronald. The Encyclopedia of Libertarianism. Thousand Oaks, CA: Sage; Cato Institute. стр. 445—447. ISBN 978-1412965804. LCCN 2008009151. OCLC 750831024. doi:10.4135/9781412965811.n273.
- McDermott, John (1. 1. 1997). „The Rule of Law in Hong Kong after 1997”. Loyola of Los Angeles International and Comparative Law Review.
- John Locke (1690). Second Treatise of Civil Government, chapter 8 section 95. Архивирано из оригинала 21. 07. 2013. г. Приступљено 05. 11. 2022.
- Etienne de La Boétie, Discourse of Voluntary Servitude
- David Hume, Of the Original Contract
- Philip Pettit (1997). Republicanism: A Theory of Freedom and Government. Oxford: Clarendon Press.. (in which he argues, against a theory of the consent of the governed, in favour of a theory of the lack of explicit rebellion; following a Popperian view on falsifiability, Pettit considers that as consent of the governed is always implicitly supposed, thus trapping the social contract in a vicious circle, it should be replaced by the lack of explicit rebellion.
- Jean-Jacques Rousseau (1762). The Social Contract, or Principles of Political Right.
- Zakaria, Fareed. (2007). The Future of Freedom: Illiberal Democracy at Home and Abroad. ISBN 978-0393331523.. (Revised Edition).  W.W. Norton and Company.  .

## Spoljašnje veze
- The Rule of Law
- Hague Journal on the Rule of Law, includes academic articles, practitioner reports, commentary, and book reviews.
- The World Justice Project A multinational, multidisciplinary initiative to strengthen the rule of law worldwide.
- "Understandings of the Rule of Law in various Legal Orders of the World", Wiki-Project of Freie Universitaet Berlin.
- Eau Claire County Bar Association rule of law talk
- Frithjof Ehm "The Rule of Law: Concept, Guiding Principle and Framework"
- Mańko, Rafał. „Using 'scoreboards' to assess justice systems” (PDF). Library Briefing. Library of the European Parliament. Приступљено 23. 7. 2013.